# Republicile baltice

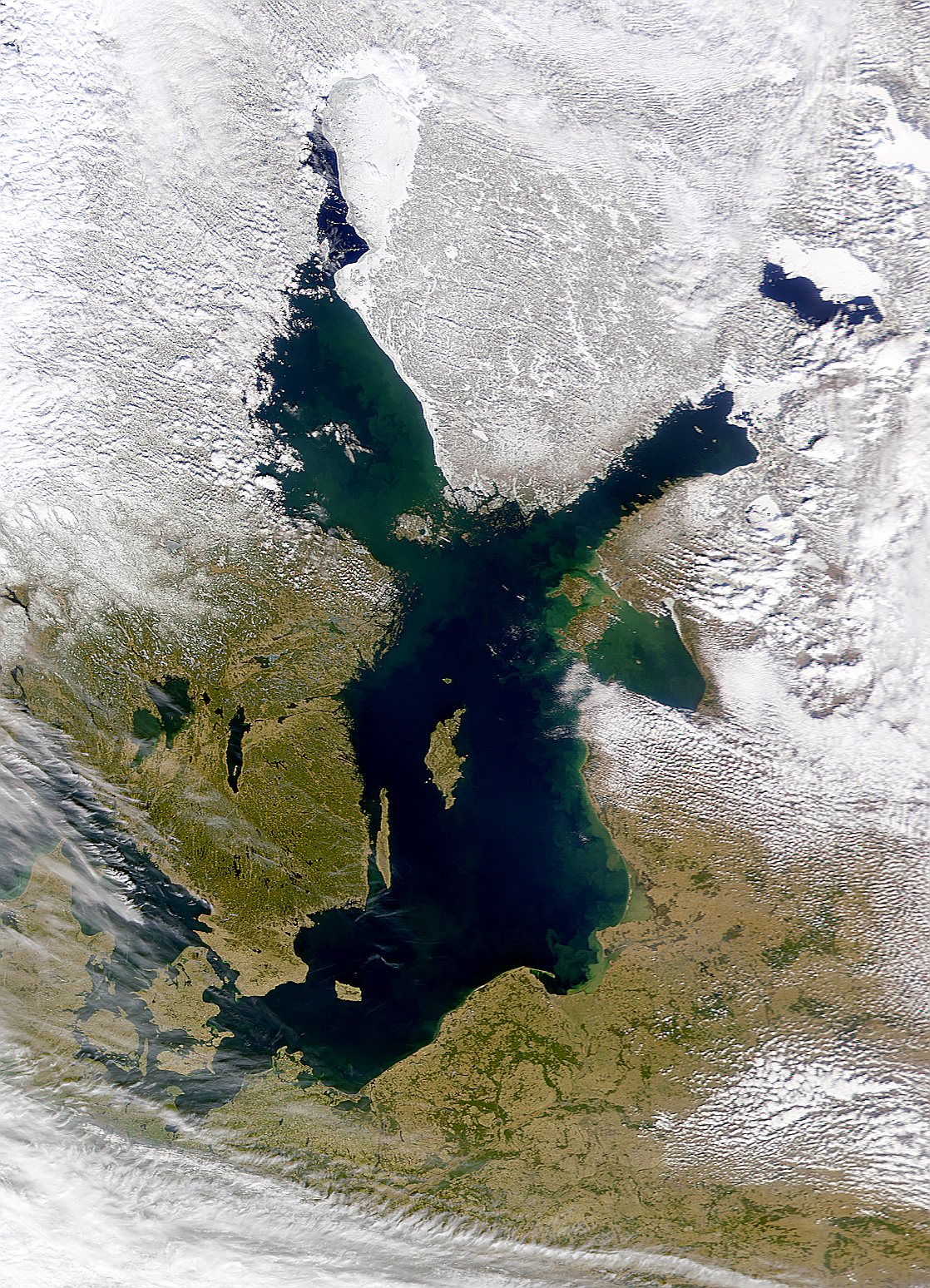
Marea Baltică

Prin termenul republicile baltice sunt desemnate trei foste republici sovietice: RSS Estonă, RSS Letonă și RSS Lituaniană. Cele trei republici au fost numite "baltice" datorită faptului că ele ocupau cea mai mare parte a coastei sovietice la Marea Baltică. Țările suverane Estonia, Letonia și Lituania, care-și cuceriseră independența în 1918, au fost ocupate și anexate de Uniunea Sovietică în 1940. După o perioadă în care cele trei republici au fost ocupate de Germania Nazistă (1941 – 1944/1945), cele trei țări au fost reintegrate în URSS. Ele și-au recucerit independența în 1991. Cele trei republici sunt numite în mod colectiv uneori statele baltice. 

## Istoria modernă
Statele Unite ale Americii și alte democrații occidentale au considerat incorporarea forțată a celor trei republici în Uniunea Sovietică ca fiind ilegală și, cel puțin formal, nu au considerat cele trei republici baltice părți constituente ale URSS. Aceeași interpretare legală este adoptată de guvernele actuale ale celor trei țări baltice. 
În perioada sovietică, cele trei republici erau denumite neoficial  în limba rusă "Прибалтика" - Pribaltika. 
Cele 15 republici sovietice (16, până în 1956) care formau Uniunea Republicilor Sovietice Socialiste, inclusiv cele trei state baltice, aveau, cel puțin formal, un anumit grad de suveranitate, dispunând, în conformitate cu prevederile constituției, de dreptul de a părăsi statul federal. În practică, însă, URSS era un stat foarte puternic centralizat, condus de la Moscova. În Uniunea Sovietică a fost dusă o politică de rusificare prin încurajarea rușilor, dar și a nerușilor, să se stabilească în cele trei republici baltice. În zilele noastre aproximativ un sfert din populația Estoniei o reprezintă rusofonii. În Letonia, rușii reprezintă aproximativ o treime din populație, iar în capitala Riga rușii îi depășesc ca număr pe letoni. 
În conformitate cu legile sovietice, limbile locale (estona, lituaniana și letona) aveau statutul de limbi oficiale în republicile sovietice corespunzătoare. Aceste limbi erau folosite în administrația locală în paralel cu limba rusă, care era limba oficială în URSS. Totuși, cum toți noii veniți în cele trei republici erau vorbitori de limbă rusă (chiar dacă nu erau etnici ruși), numărul lor crescând neîncetat, ei nefiind motivați să învețe limbile locale. Aproape toată lumea trebuia, însă, să învețe rusește, pentru a se descurca în viața de zi cu zi. 
Politica culturală sovietică, care încuraja multiculturalismul, a permis estonilor, letonilor și lituanienilor să-și păstreze identitatea națională orientată către Europa. În perioada sovietică această orientare europeană îi făcea să apară drept "occidentali" din punct de vedere politic și cultural. După recucerirea independenței, puternica identitate națională a statelor baltice, precum și faptul că în perioada interbelică ele au existat ca state suverane, au facilitat tranziția lor către statutul de țări suverane cu o ordine constituțională liberală.